# Agencia Boliviana de Información
La Agencia Boliviana de Información (ABI) es una agencia de noticias perteneciente al Estado boliviano. Su sede se encuentra en La Paz, Bolivia. Tiene corresponsales en Cochabamba, Santa Cruz de la Sierra, Tarija, Oruro, Sucre y Trinidad.
La ABI inició sus transmisiones un 6 de febrero de 1996, a través del sistema de red telemática de la agencia Jatha, con el envío de correos electrónicos y faxes a periódicos, radios y canales de televisión. Ya en 1998, incursionó en internet con su propia página web, la cual continúa vigente.
A lo largo de su historia, la agencia se caracterizó por contar con periodistas calificados que lograron posicionar a este medio de comunicación como uno de los más importantes y serios del país, logrando abarcar nuevos públicos que se extienden por todo el territorio boliviano y por el mundo.
En 2021 un estudio internacional, que abarcó el análisis de más de 4.500 medios de 200 países, ubicó a la agencia estatal de noticias entre los 10 medios nativos y no nativos en Internet con mayor “reputación digital” de Bolivia, llegando al puesto ocho de 58 medios nacionales que fueron objeto de investigación.[cita requerida]